# ガビ・ムディンガイ
ガビ・ムディンガイ（Gaby Mudingayi, 1981年10月1日 - ）はザイール（現コンゴ民主共和国）・キンシャサ出身の元ベルギー代表サッカー選手。ポジションはミッドフィールダー。

## 経歴

### クラブ

#### ベルギー時代
1998年、17歳でベルギーに渡り下部リーグのロイヤル・ユニオン・サン＝ジロワーズに入団。2000年にジュピラーリーグのKAAヘントに移籍すると4シーズンで63試合に出場した。

#### トリノ
2004年1月31日に当時セリエBのトリノFCに加入し、翌2004-2005シーズンはチームのセリエA昇格に貢献した。

#### ラツィオ
トリノの破産に伴い、2005年7月1日にSSラツィオに移籍。当初は怪我に悩まされるが、2年目の2005－06シーズンにデリオ・ロッシ監督が就任すると定位置を確保。しかし、2006年4月22日のユヴェントスFC戦ではファビオ・カンナバーロのタックルにより右脛骨骨折の重傷を負い残りのシーズンを欠場した。怪我からの復帰となった翌2006-07シーズンはリーグ戦27試合でプレーし、チャンピオンズリーグにも予選を含め7試合に出場した。

#### ボローニャ
2008年7月17日、ボローニャFCへ移籍。中盤の大黒柱として活躍し、在籍4シーズンで125試合出場で2得点の成績を残した。

#### インテル
2012年7月20日、インテルへの買い取りオプション付きレンタル移籍が発表された。

#### エルチェ
2014年10月20日、エルチェCFに加入した。翌年2月3日、クラブを退団することが発表された。

### チェゼーナ
2015年2月11日、シーズン終了までの契約でセリエAのACチェゼーナに加入することが発表された。

### ピサ
2016年10月26日、ACピサ1909に加入。2017年1月31日に退団が発表された。

### 代表
2002年から2003年にかけてベルギーU-21代表でプレー。生まれ故郷のコンゴ代表にも招集されたが、これを断り2003年にベルギー代表として初キャップを記録。UEFA EURO 2008予選にも出場したが、チームが予選で敗退したため本大会出場はならなかった。